# Milhaud (Gard)
Milhaud é uma comuna francesa na região administrativa de Occitânia, no departamento de Gard. Estende-se por uma área de 18,25 km². Em 2010 a comuna tinha 5 851 habitantes (densidade: 320,6 hab./km²).